# IC 1504
IC 1504 је спирална галаксија у сазвјежђу Рибе која се налази на листи објеката дубоког неба у Индекс каталогу.
Деклинација објекта је + 4° 1' 6" а ректасцензија 23h 41m 19,6s. Привидна величина (магнитуда) објекта IC 1504 износи 13,6 а фотографска магнитуда 14,4. IC 1504 је још познат и под ознакама UGC 12734, MCG 1-60-20, CGCG 407-41, IRAS 23387+0344, PGC 72117.